# Villalonga
Villalonga (hiszp. wym. [biʎaˈloŋɡa]), Vilallonga (walenc. wym. [ˌvilaˈʎoŋɡa]) – gmina w Hiszpanii, w prowincji Walencja, we wspólnocie autonomicznej Walencja, o powierzchni 43,32 km². W 2011 roku liczyła 4449 mieszkańców.